# The Desert Flower

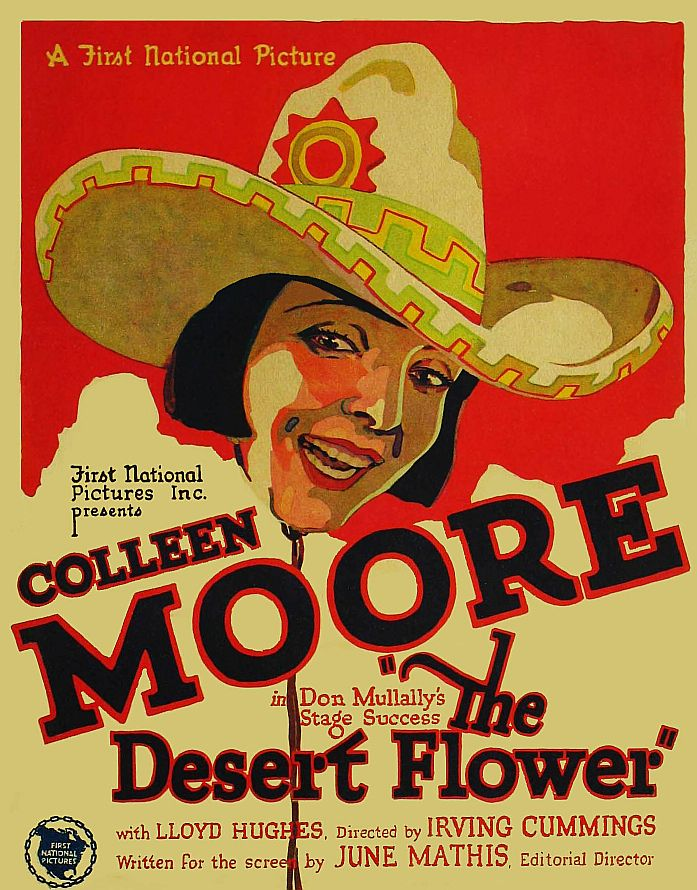
Affiche du film.

The Desert Flower est un western américain réalisé par Irving Cummings, sorti en 1925.

## Synopsis
Maggie Fortune, une orpheline, part tenter sa chance à l'Ouest, où rencontre Rance Conway, le fils d'un riche New-Yorkais qui l'a chassé. Son beau-père Mike Dyer l'admire, mais après une dispute avec lui, elle s'enfuit à Bull Frog, une nouvelle ville minière. Avec sa première paye dans la salle de danse de cette ville, elle entreprend de faire de Rance un homme, qu'elle aime désormais profondément. Il revient, ayant vaincu sa dépendance pour l'alcool. Il a trouvé une mine d'or pour laquelle on lui a offert 10 000 $. Dyer a presque maîtrisé Maggie lorsqu'un coup de feu retentit et il tombe apparemment mort. Maggie, Rance et José Lee prétendent tous avoir tiré. Dyer n'est cependant que blessé. Rance emmène Maggie en lune de miel dans sa maison à New York.

## Fiche technique
- Réalisation : Irving Cummings
- Scénario : June Mathis d'après The Desert Flower de Don Mullally
- Photographie : Ted McCord
- Montage : George McGuire
- Genre : Western
- Production : First National Pictures
- Distributeur : First National Pictures
- Durée : 70 minutes
- Date de sortie : 21 juin 1925

## Distribution
- Colleen Moore : Maggie Fortune
- Lloyd Hughes : Rance Conway
- Kate Price : Mrs. McQuade
- Gino Corrado : José Lee
- Fred Warren : Dizzy
- Frank Brownlee : Mike Dyer
- Isabelle Keith : Inga Hulverson
- Anna Mae Walthall : Flozella
- William Bailey : Jack Royal
- Monte Collins : Mr. McQuade
- Ena Gregory : Fay Knight

## Production
Pendant le tournage, l'actrice Colleen Moore se blesse et est indisponible pendant six semaines, ce qui retarde d'autant le tournage. C'est le troisième d'une série de cinq films en trois ans avec Colleen Moore et Llyod Hughes dans les rôles principaux.

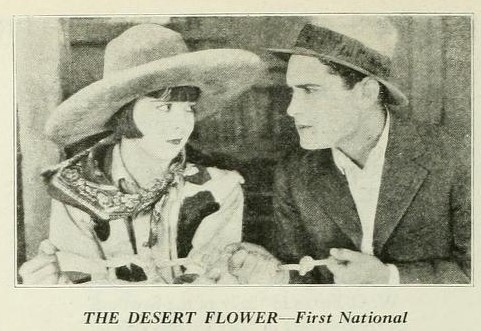
Colleen Moore et  Llyod Hughes.
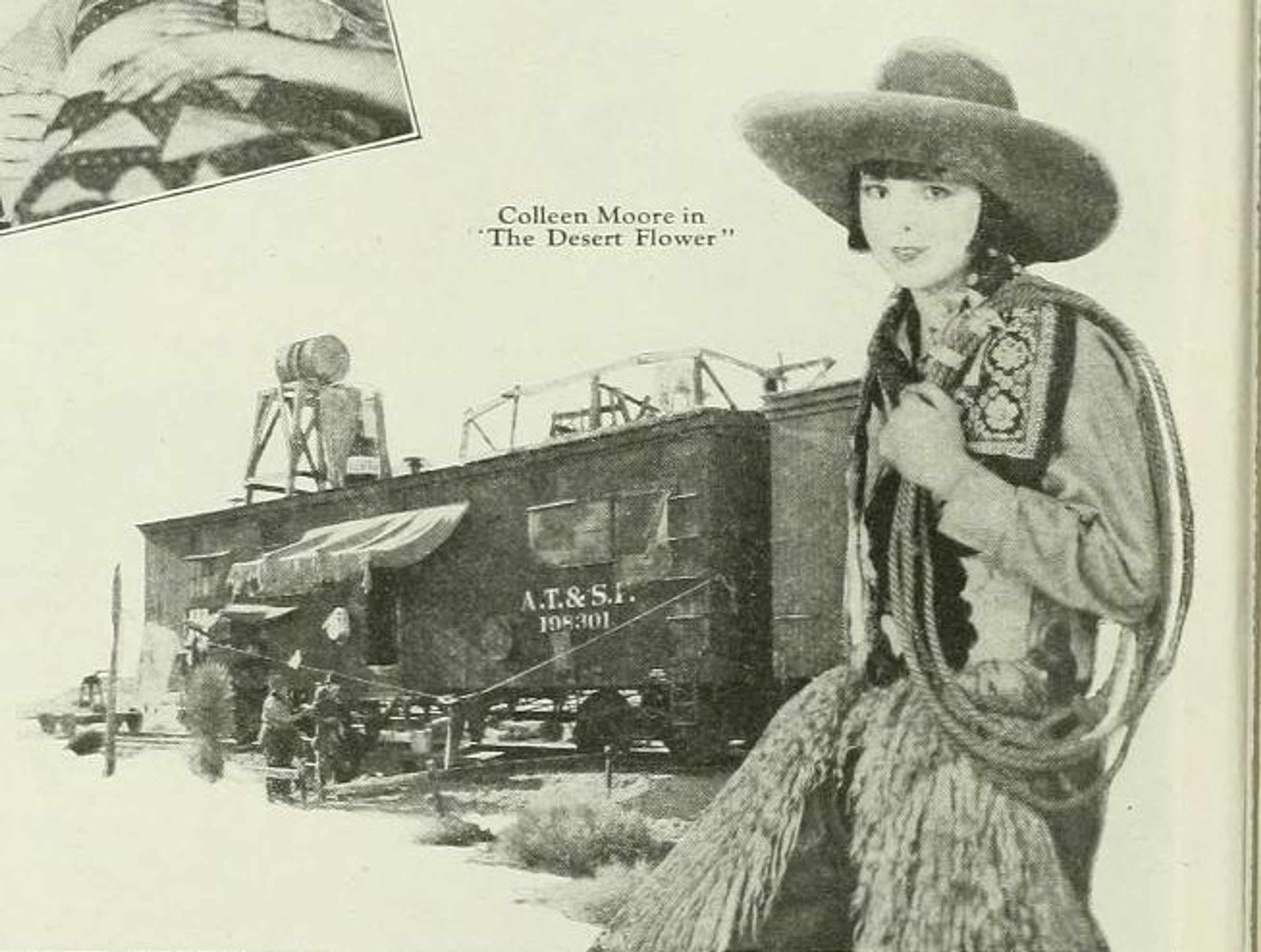
Colleen Moore, annonce pour le film
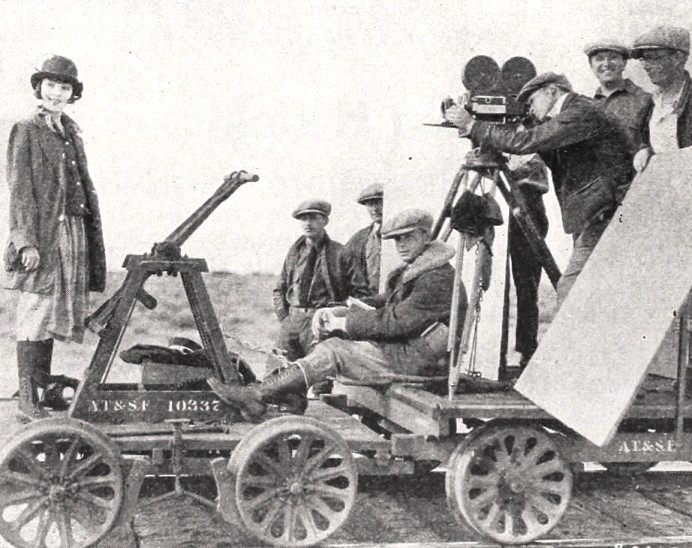
Colleen Moore avec l'équipe technique
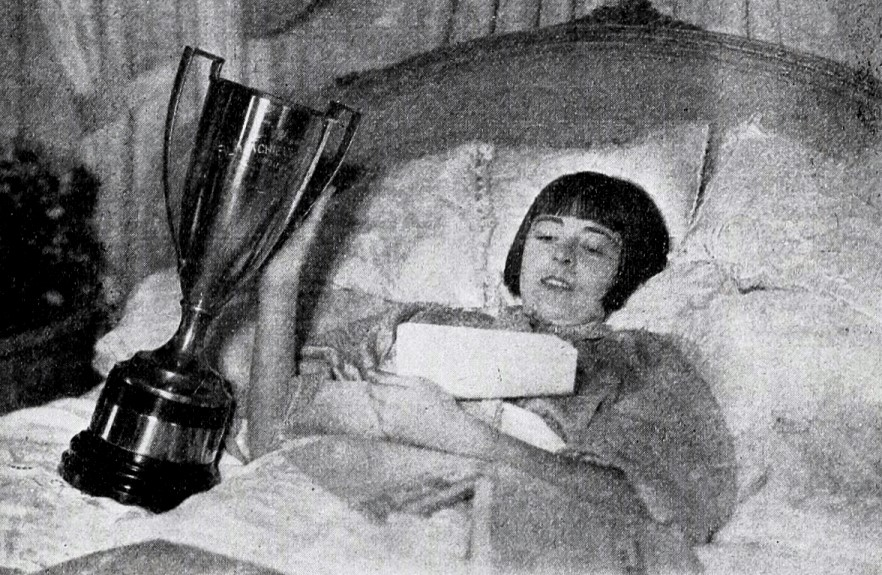
Colleen Moore convalescente
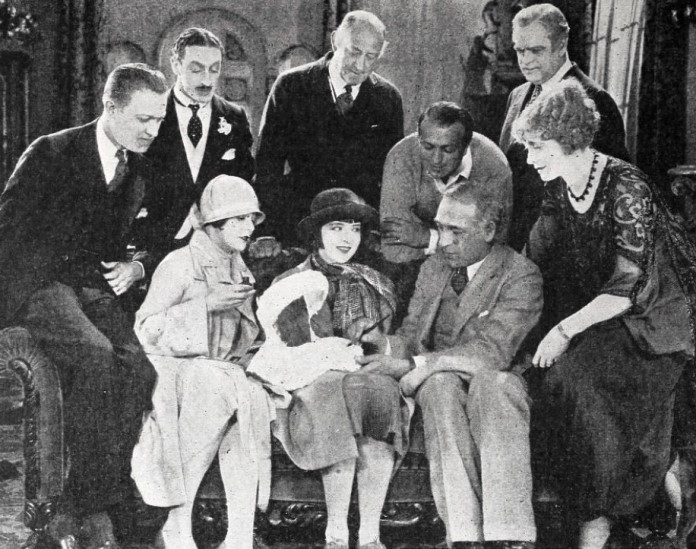
Colleen Moore